# Maria Clara van Egmont
Maria Clara (Angelica) van Egmont (Marie Claire Angélique d'Egmont) (Brussel, 1661 - aldaar, 5 mei 1714), telg van het huis Egmont en het huis Gavere, was de dochter van Lodewijk Filips van Egmont en Maria Ferdinanda van Croÿ; haar broers waren Lodewijk Ernest van Egmont en Procopo Frans van Egmont. Ze huwde in de kerk Sint-Jacob-op-Koudenberg op 5 juli 1695 met de Napolitaanse edelman Nicola Pignatelli van het Huis Pignatelli, vijfde hertog van Bisaccia, generaal van de legers van het koninkrijk Napels en neef van paus Innocentius XII. Ze kregen twee kinderen: Procopo Pignatelli en Maria Francisca. Toen haar broer Procopo Frans van Egmont stierf in 1707, gingen alle goederen en titels van het huis Egmont over op haar zoon Procopo Pignatelli . Dochter Maria Francisca (Marie Françoise) Pignatelli trouwde in 1711 met Leopold Filips van Arenberg. Maria Clara stierf op 5 mei 1714 en werd begraven in de Brusselse Kathedraal van Sint-Michiel en Sint-Goedele; met Maria Clara van Egmont eindigde het geslacht van de Egmonts.